# 宫廷桥
59°56′28″N 30°18′29″E / 59.941149°N 30.308105°E
宫廷桥（羅馬化：Dvortsoviy most），又稱冬宮橋，是圣彼得堡涅瓦河上的一座开启桥，北接瓦西里岛，南接冬宫与海军部大厦之间的宫廷滨河路，通往冬宫广场。像涅瓦河上其他桥一样，本桥夜间打开，使得在夜间几乎无法徒步往返于这座城市的各个部分之间。
宫廷桥总长253米，宽31.6米。

## 历史
尼古拉一世解除了彼得大帝不允许在涅瓦河上兴建桥梁的禁令，在目前桥梁的下游约50米兴建了一座临时浮桥。铸铁桥始建于1912年，由安德烈·普谢尼茨基设计，因第一次世界大战而工期耽延，1916年12月23日通车。设计受到严格限制，以防止桥梁阻挡从宫廷滨河路观看瓦西里岛上帝国艺术学院等建筑的视线。
通车一年后十月革命爆发，该桥更名为共和国桥（俄语：Республика́нский мост），1944年恢复原名。电车轨道在1998年拆除。

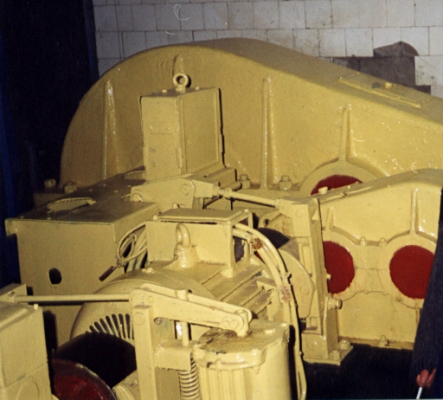
开启机械